# West Malling
West Malling is een civil parish in het bestuurlijke gebied Tonbridge and Malling, in het Engelse graafschap Kent.

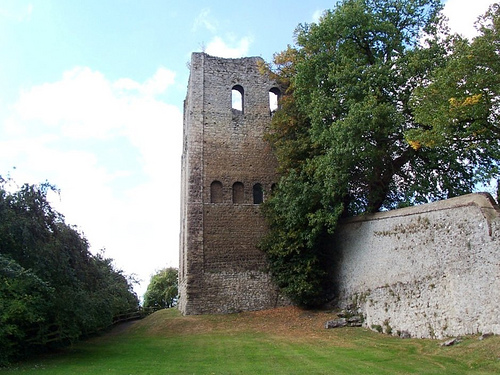
St Leonard's Tower
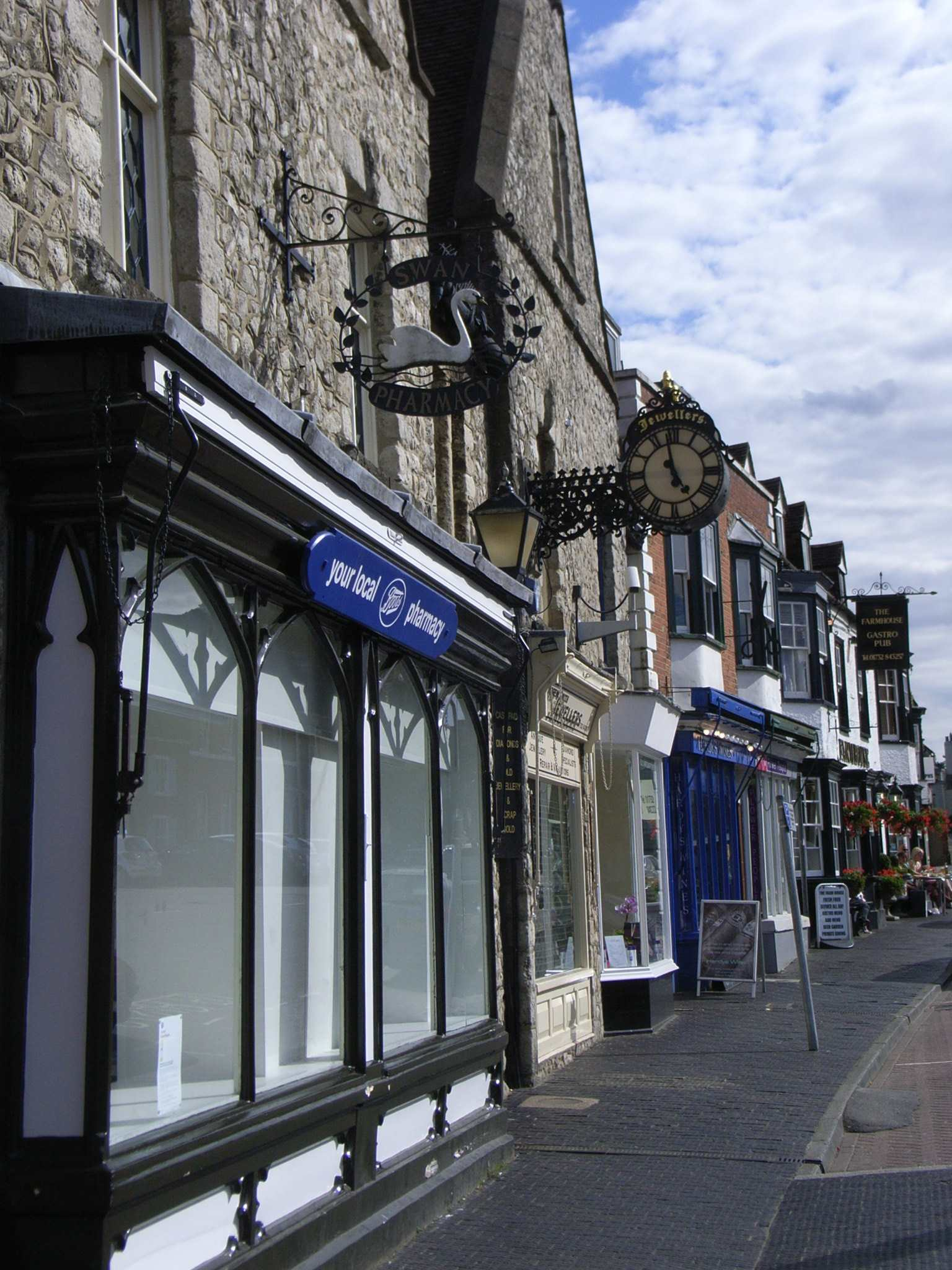
West Malling